# إلابل
إلابل (بالإسبانية: Illapel)‏ هي مدينة تشيلية وهي عاصمة محافظة تشوابا، كوكيمبو تقع على طول نهر إلابل وتمثل أضيق نقطة في البلاد على خط عرض (94 كم). وهي تقع إلى الشرق من لوس فيلوس.

## توأمة
لإلابل اتفاقيات توأمة مع:
- سلايغو

## روابط خارجية
- (بالإسبانية) بلدية إلابل
- (بالإسبانية) بوصلتك لوادي تشوابا